# Commidendrum
Commidendrum là một chi thực vật có hoa trong họ Cúc (Asteraceae).

## Loài
Chi Commidendrum gồm các loài: